# ショーマス彗星
ショーマス彗星(24P/Schaumasse)は太陽系の周期彗星。1911年12月1日にフランスのニースでアレクサンドル・ショーマスが発見した。発見時は12等級だった。

## 観測
1912年末まで公転周期は7.1年だと考えられていたが、後に8年と再計算された。1919年の接近時は、パリの天文学者、G. Fayetが10.5等級で再発見した。
1927年の接近時は12等級で確認されたが、1935年には観測されなかった。1937年には木星近傍を通過し、公転周期がわずかに増大した。
1968年と1976年にも観測されず、1952年に光度が増大した原因によって消滅したのではないかと考えられた。1984年にアリゾナ大学にあるスチュワード天文台に務めるエリザベス・レーマーが1976年に撮影された写真から発見し、近日点通過日が0.03日ほど誤差があったことが発覚した。このときの接近はパロマー天文台のJames B. Gibson（フランス語版）も検出し、ブライアン・マースデンによって軌道が再計算された。これにより、1976年に撮影された天体はショーマス彗星であると確定された。
2001年の回帰では10等級で現れたため観測できたが、2009年の回帰では観測されなかった。2017年の回帰では再び現れた。
2059年1月26日には地球に0.29 auまで接近すると考えられている。
核の直径は2.6kmと推定されている。

## 近日点通過
前回は2017年11月16日に近日点を通過した。前回以前の近日点通過は以下の通りである。
- 1911年11月13日
- 1919年10月20日
- 1927年10月1日
- 1935年9月15日 (観測されず)
- 1943年11月26日
- 1952年2月10日
- 1960年4月18日
- 1968年7月4日 (観測されず)
- 1976年9月5日
- 1984年12月6日
- 1993年3月3日
- 2001年5月2日
- 2009年8月9日 (観測されず)
- 2017年11月16日

また、次回は2026年1月8日に近日点を通過すると予測されている。次回以降の近日点通過は以下の通りである。
- 2026年1月8日
- 2034年3月16日
- 2042年5月28日
- 2050年10月1日
- 2059年2月5日
- 2067年5月16日
- 2075年8月22日
- 2083年11月9日
- 2092年3月19日
- 2100年7月28日
- 2108年10月24日